# Conseil national de l'enseignement agricole privé
 (juillet 2025).
Le Conseil national de l’enseignement agricole privé (CNEAP) est une fédération d'établissements d’enseignement agricole privé organisée en association loi de 1901.
Le Conseil national de l’enseignement agricole privé est un organisme national de l’enseignement catholique et assure la représentation des établissements et associations qui en sont membres auprès du ministère chargé de l’agriculture.
Le CNEAP est organisé en réseau : les établissements partagent des valeurs communes au service de chaque personne et des territoires, dans le cadre d’un contrat d’association avec l’État. Ils sont, par ailleurs, engagés auprès des collectivités territoriales et des branches professionnelles. 

## Les chiffres du CNEAP
- 172 établissements et sites de formation
- 100 centres de formation continue
- 132 unités de formation par apprentissage
- 44 963 jeunes, de la 4ème au BTSA
- 9 425 apprentis
- 4 800 enseignants
- 6 600 formateurs, éducateurs, personnels administratifs et techniques
- 3 000 administrateurs bénévoles[1].

## Histoire
L’Union nationale de l’enseignement agricole privé (UNEAP), syndicat de chefs d’établissement et d’établissements catholiques d’enseignement agricole est fondée en 1934 par le Comité national de l’enseignement catholique (CNEC). Elle a pour but de coordonner, sur l’ensemble du territoire, l’action des directeurs et directrices.
La Fédération familiale nationale pour l’enseignement agricole privé (FFNEAP) est créée en 1956 à partir du regroupement des « associations familiales de gestion », qui assument la double fonction de représenter les familles et de prendre en charge la gestion des établissements. 
Le CNEAP est né en 1975 du souhait des responsables de l’UNEAP et de la FFNEAP qui entendaient ainsi « assurer entre elles une meilleure coordination ainsi qu’une représentation unique auprès des pouvoirs publics ». 
Ainsi, par décision séparée des deux conseils d’administration ratifiée le 6 février 1975 par les deux assemblées générales, naissait officiellement le CNEAP tandis qu’un regroupement assez comparable s’opérait à l’échelon régional : la constitution de Conseils régionaux de l’enseignement agricole privé, les CREAP.

## Le CNEAP dans l'enseignement catholique
Le CNEAP est la composante agricole de l’enseignement catholique. Les textes statutaires qui organisent le CNEAP sont en cohérence avec ceux qui organisent l’enseignement catholique général. Des représentants de tous les membres du CNEAP participent aux structures et aux instances générales de l’enseignement catholique au niveau national, régional et diocésain.
Longtemps situés dans dans l'immeuble du Secrétariat général de l’enseignement catholique, 277 rue Saint-Jacques, à Paris, les services nationaux du CNEAP disposent désormais[Quand ?] de leurs propres locaux, en proximité mais côté pairs, au 284 de la rue Saint-Jacques (Paris Vème).

## Activités
Le CNEAP intervient pour obtenir des crédits pour l'enseignement agricole privé lors de l'élaboration des projets de loi de finances.